# Chyzeria novaezealandiae
Chyzeria novaezealandiae är en spindeldjursart som beskrevs av Hirst 1924. Chyzeria novaezealandiae ingår i släktet Chyzeria och familjen Chyzeriidae. Inga underarter finns listade i Catalogue of Life.